# Maelstrom

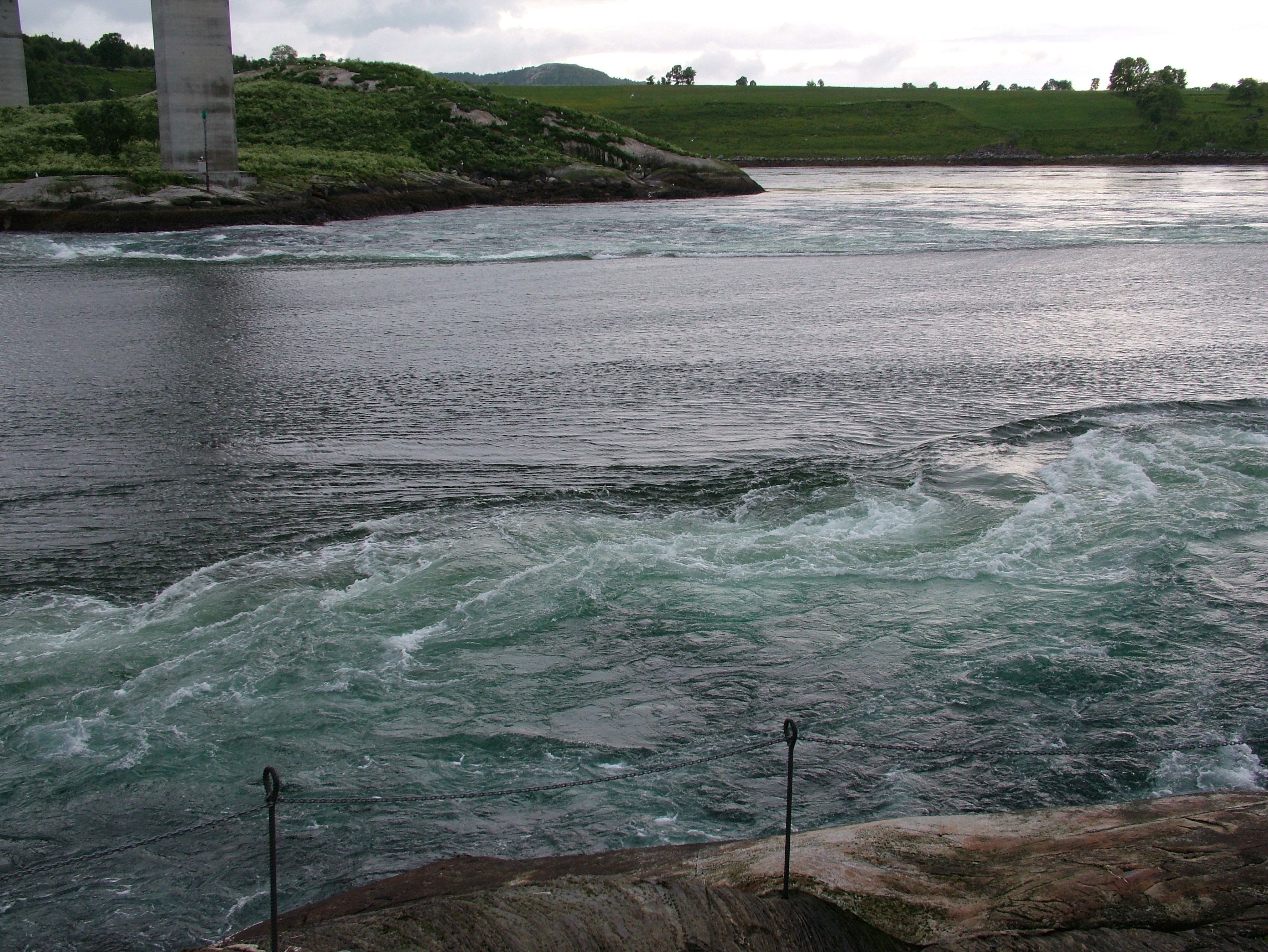
Maelstrom (Saltstraumen).

El Maelstrom és un cèlebre gran remolí que es troba en les costes meridionals de l'arxipèlag noruec de les Lofoten, al comtat de Nordland. Amb més precisió se situa entre les illes Sørland i Værøy d'aquest arxipèlag. El Maelstrom es forma per la conjunció dels forts corrents que travessen l'estret de Moskenstraumen entre les illes esmentades i la gran amplitud de les marees.
El topònim Maelstrom deriva de la paraula composta neerlandesa malen (triturar) i stroom (corrent), és a dir: "corrent triturador", en noruec el nom més freqüent és Mosktraumen o Moskentraumen (Corrent de l'illa Mosken).
Abans molt perillós per a la navegació, les descripcions del Maelstrom realitzades per Edgar Allan Poe i Jules Verne el descriuen (dins d'un estil romanticista) com un gegantesc vòrtex circular que arriba al fons de l'oceà, tot i que, en realitat es tracta d'un conjunt de corrents i contracorrents de gran onatge que discorren al llarg d'uns 18 km.
El Maelstrom està directament relacionat amb els forts corrents anomenats Saltstraumen. L'existència d'aquests corrents ha donat lloc a "explicacions" mítiques en les Eddes escandinaves. És, juntament amb Caribdis, un dels remolins més cèlebres de la història i la literatura.

## Descripció
En les marees no hi ha realment un moviment de translació d'aigua, encara que de vegades es dona un tipus de corrent giratori causa de marees especials denominades maelstrom, típic a les illes Lofoten, i que es deu a la trobada de les aigües de baixamar amb les de plenamar de la marea següent. Aquest procés es deu a l'excentricitat de l'Eclíptica per la inclinació de l'eix terrestre, a la qual cal sumar l'excentricitat de l'òrbita lunar, de manera que la influència de les marees arriba fins a latituds considerables, especialment en l'Atlàntic Nord.
Quan es donen certes condicions les illes Lofoten represen les aigües procedents del nord de la marea anterior, que van originant un corrent al llarg d'un estret entre les illes principals, que pot durar fins que s'arriba al plenamar de la marea següent, en el que l'ascens de les aigües es produeix cap al sud d'aquestes illes, per la qual cosa es produeix una mena de xoc entre els dos corrents que comencen a girar en espiral en sentit antihorari (a l'hemisferi nord) formant el maelstrom o remolí oceànic, en el qual els dos corrents s'anul·len fins a invertir, de manera que l'aigua es dirigeix cap al nord i el cicle torna a repetir.
El mateix procés s'ha produït de manera artificial a l'estuari del riu Rance, a França, per aprofitar les marees tan intenses a la costa atlàntica d'aquest país. En aquest riu es van construir diverses preses que emmagatzemaven les aigües marines durant la plenamar per omplir-les i el baixamar per buidar tant les aigües marines com les fluvials del mateix riu: en ambdós casos, la diferència d'altura s'aprofitava per generar electricitat i l'esglaonament de les preses servia per mantenir sempre en producció la central d'energia mareomotriu.